# Memphis (Michigan)
Pour les articles homonymes, voir Memphis.
La ville de Memphis est située dans les comtés de Macomb et Saint Clair, dans l’État du Michigan, aux États-Unis. Sa population s’élevait à 1 183 habitants lors du recensement de 2010, estimée à 1 191 habitants en 2017.

## Source
- (en) Cet article est partiellement ou en totalité issu de l’article de Wikipédia en anglais intitulé « Memphis, Michigan » (voir la liste des auteurs).

1. ↑  « Population and Housing Unit Estimates » (consulté le 24 mars 2018)
2. ↑  « Census of Population and Housing », Census.gov (consulté le 4 juin 2015)